# Stenophylax alex
Stenophylax alex är en nattsländeart som beskrevs av Wolfram Mey och Mueller 1980. Stenophylax alex ingår i släktet Stenophylax och familjen husmasknattsländor. Inga underarter finns listade i Catalogue of Life.